# Acuerdo de la Concordia
El Acuerdo de la Concordia (también llamado "El pacto de la Concordia") es el reglamento que rige el campeonato de la Fórmula 1 y que compromete a todos los sectores que intervienen en él. Entre otras cosas, establece el reparto de los ingresos entre los equipos participantes, la Federación Internacional del Automóvil (FIA) y Liberty Media, jefe comercial de la Fórmula 1.
El acuerdo fue consensuado por primera vez en marzo de 1981 entre la Asociación de Constructores de Fórmula Uno y la FIA. El acuerdo otorgaba a la asociación de constructores el derecho a negociar los contratos de televisión. Desde entonces se ha ido renovando en 1987, 1992, 1997, 1998, 2009, 2013 y 2021.
El último acuerdo alcanzado entre la Federación Internacional del Automóvil (FIA), Bernie Ecclestone y las escuderías que participan en el campeonato de Fórmula 1 se firmó en julio de 2013 y extendió este pacto hasta el año 2021.